# Кластерная радиоактивность
Кла́стерная радиоакти́вность, кластерный распад — явление самопроизвольного испускания ядрами ядерных фрагментов (кластеров) тяжелее, чем α-частица.
В настоящее время экспериментально обнаружено 25 ядер от 114Ba до 241Аm (почти все они — тяжёлые), испускающих из основных состояний кластеры типа 14С, 20О, 24Ne, 26Ne, 28Mg, 30Mg, 32Si и 34Si. Энергии относительного движения вылетающего кластера и дочернего ядра Q меняются от 28 до 94 МэВ и во всех случаях оказываются заметно меньшими высоты потенциального барьера VB. Таким образом, кластерный распад, как и альфа-распад, обусловлен туннельным эффектом — запрещённым в классической физике прохождением частицы сквозь потенциальный барьер.
Кластерный распад можно рассматривать как процесс, в некотором смысле промежуточный между альфа-распадом и спонтанным делением ядра.
Кластерная радиоактивность была открыта в 1984 году исследователями Оксфордского университета, которые зарегистрировали испускание ядра углерода 14C ядром радия 223Ra, происходившее в среднем один раз на миллиард (109) альфа-распадов.
Известные кластерные распады и их вероятность по отношению к основной моде распада материнского ядра приведены в таблице.
| Материнское ядро | Вылетающий кластер  | Относительная вероятность распада |
| ---------------- | ------------------- | --------------------------------- |
| 114Ba            | 12C                 | ~3,0⋅10−5                         |
| 221Fr            | 14C                 | 8,14⋅10−13                        |
| 221Ra            | 14C                 | 1⋅10−12                           |
| 222Ra            | 14C                 | 3,07⋅10−10                        |
| 223Ra            | 14C                 | 8,5⋅10−10                         |
| 224Ra            | 14C                 | 6,1⋅10−10                         |
| 226Ra            | 14C                 | 2,9⋅10−11                         |
| 225Ac            | 14C                 | 6⋅10−12                           |
| 228Th            | 20O Ne              | 1⋅10−13 ?                         |
| 230Th            | 24Ne                | 5,6⋅10−13                         |
| 231Pa            | 23F 24Ne            | 9,97⋅10−15 1,34⋅10−11             |
| 232U             | 24Ne 28Mg           | 2⋅10−12 1,18⋅10−13                |
| 233U             | 24Ne 25Ne 28Mg      | 7⋅10−13 1,3⋅10−15                 |
| 234U             | 28Mg 24Ne 26Ne      | 1⋅10−13 9⋅10−14                   |
| 235U             | 24Ne 25Ne 28Mg 29Mg | 8⋅10−12 1,8⋅10−12                 |
| 236U             | 24Ne 26Ne 28Mg 30Mg | 9⋅10−12 2⋅10−13                   |
| 236Pu            | 28Mg                | 2⋅10−14                           |
| 238Pu            | 32Si 28Mg 30Mg      | 1,38⋅10−16 5,62x10−17             |
| 240Pu            | 34Si                | 6⋅10−15                           |
| 237Np            | 30Mg                | 1,8⋅10−14                         |
| 241Am            | 34Si                | 2,6⋅10−13                         |
| 242Cm            | 34Si                | 1⋅10−16                           |

Кластерный распад кинематически разрешён для гораздо большего числа тяжёлых изотопов, однако вероятность в большинстве случаев настолько мала, что находится за пределами достижимости для реальных экспериментов. Это вызвано экспоненциальным уменьшением проницаемости потенциального барьера при росте его ширины и/или высоты.